# جزیره چال‌آب
چال‌آب (به ترکی آذربایجانی: Çilov adası، همچنین ژیلوی Zhiloy و جیلوی Jiloi) جزیره‌ای در دریای خزر است و در شبه‌جزیره آب‌شوران که در ۵۵ کیلومتر (۳۴ مایل) شرق شهر باکو قرار دارد، واقع شده است.

## جغرافیا
جزیره چال‌آب در فاصله ۲۵ کیلومتر (۱۶ مایل) در انتهای شرقی شبه‌جزیره آب‌شوران در دریای کاسپین و در فاصله ۱۰۰ کیلومتر (۶۲ مایل) از شهر باکو واقع شده است. 
طول جزیره ۱۰ کیلومتر (۶ مایل) است و در سراسر و دارای شکل نامنظم با دهانه‌ها و دماغه‌های متعدد است است. ارتفاع بلندترین نقطه این جزیره آن ۸ متر (۲۶ فوت) است 
ساز و کار اداری جزیره چال‌آب متعلق به خزر رایون از توابع شهر باکو است. 
|  |

## تاریخچه
ذخایر نفت و گاز در نزدیکی جزیره چال‌آب توسط دریاسالار مارک وینوویچ، هنگامی که وی در سال ۱۷۸۱ میلادی به یک سفر در دریای کاسپین اعزام شده بود، کشف شد.